# Quelle liberté !
Pour les articles homonymes, voir Liberté (homonymie).
Quelle liberté ! est une peinture d'Ilia Répine exécutée en 1903 et conservée au Musée russe de Saint-Pétersbourg. Cette huile sur toile représente un couple vêtu de bleu célébrant ses retrouvailles debout dans des vagues.

## Expositions
Ce tableau a été présenté à l'exposition Répine du Petit Palais à Paris du 5 octobre 2021 au 23 janvier 2022.